# 1819 في إسبانيا
فيما يلي قوائم الأحداث التي وقعت خلال عام 1819 في إسبانيا.

## سياسة

### تعيين في المنصب
- 1 يناير – ماريا جوزيفا أماليا من ساكسونيا queen consort of Spain  [لغات أخرى]‏.

## ظهور
- 1 يناير – ساتورن يلتهم ابنه[1]

## مواليد

### فبراير
- 8 فبراير – جون راسكن[2]

### نوفمبر
- 13 نوفمبر – استانيسلاو فيجويراس سياسي إسباني.[3]